# Ширяев, Сергей Дмитриевич
Сергей Дмитриевич Ширяев (1811 — 17 июля 1891) — купец 1-й гильдии и московский городской голова с 27 октября 1859 по 1861 год.
Член и агент множества городских комитетов и комиссий по различным вопросам — от благотворительных до железнодорожных. Потомственный почётный гражданин, коммерции советник и кавалер.

## Биография
Сын купца, записанного таковым с 1831 года. Образования не получил, но при этом отличался живым умом. Жил в доме на Новой Басманной улице. С 1854 года в купечестве, торговал в Китай-городе мануфактурой и бумагой. С января 1856 был церковным старостой при церкви Петра и Павла, в приходе которой находился его дом. Ширяев был гласным от купечества в Шестигласной Думе в 1858—1859 годах.
После смерти Е. Ф. Гучкова стал городским головой. В период его нахождения в должности её также временно замещал купец 1-й гильдии Иван Степанович Камынин.
В 1863 выборы городского головы должны были пройти по уставу 1862 года. Часть москвичей, особенно мещане, хотели вновь видеть на этом посту Ширяева, однако он не был избран. Тем не менее до конца жизни Ширяев избирался гласным Московской думы.
Был выборным Московского биржевого общества, являлся Председателем Советов Благотворительного общества и Второй городской больницы, членом Мануфактурного совета, состоял в обществе хоругвеносцев Храма Христа Спасителя.
Похоронен в Алексеевском женском монастыре.